# 李野
李野（1983年12月26日—），中國短道速滑男子運動員，籍貫吉林長春。

## 生涯
出生於節禮日的李野是一位被視為最有潛力的中國短道速滑運動員，他於千禧年的世界青少年錦標賽中先後得到全能小項的第8位，以及男子個人1000米成為季軍得主。2002年，李野於世界青少年錦標賽成績有所提升，他先在全能賽排名第5，超越2000年時的成績，另外在男子個人500米取得亞軍，更加於2002年鹽湖城冬季奧運中的男子5000米接力賽以6分59秒633得一面銅牌，表現出了李野的實力。
在2003年，李野在世界錦標賽的500米得亞軍、5000米接力小項得季軍，而在全能賽中名列第7位。翌年，李野在世錦賽的男子個人500米小項中得第3，令他於世界排名晉升至第1位。另外，他又取得5000米接力的亞軍、3000米的第3以及全能賽的殿軍，被視為中國短道速滑的明日之星。
2005年是李野豐收的1年，他先後在世界錦標賽的接力得到第4名、十運會男子個人1500米、全能金牌、5000米接力小項銀牌以及個人500米銅牌 。並於短道速滑世界杯杭州站、韓國站、意大利站與荷蘭站等贏得男子個人1500米的銅牌、5000米的接力亞軍、3000米的第4以及1000米的銅牌，都印證了李野的成功。都靈冬季奧運，李野在2月12日進行的男子個人1500米小項的初賽先以2分27秒662晉級，準決賽以2分19秒386出線決賽，但可惜因犯規而無法比賽。另外的1000米小項中，李野以1分47秒965完成比賽，但最終未能晉級至決賽，而在500米小項中，在準決賽中出局。最後的男子接力小項中，李野與李佳軍、李蒿楠、隋寶庫組合而成的中國隊以6分53秒989的成績到達終點，在決賽中排名第5位。同年3月，李野與隊友於加拿大蒙特利爾的短道速滑团体世锦赛中以27分得季軍，並且在世錦標賽取得接力賽亞軍。
2007年的1月，李野在長春冬季亞運中的男子1500米小項以2分21秒131取得銅牌。翌年1月，他於十一冬運會中一舉奪得七面金牌，與王濛同樣成為冬運會中贏得最多金牌的運動員。